# تشفير عصبي

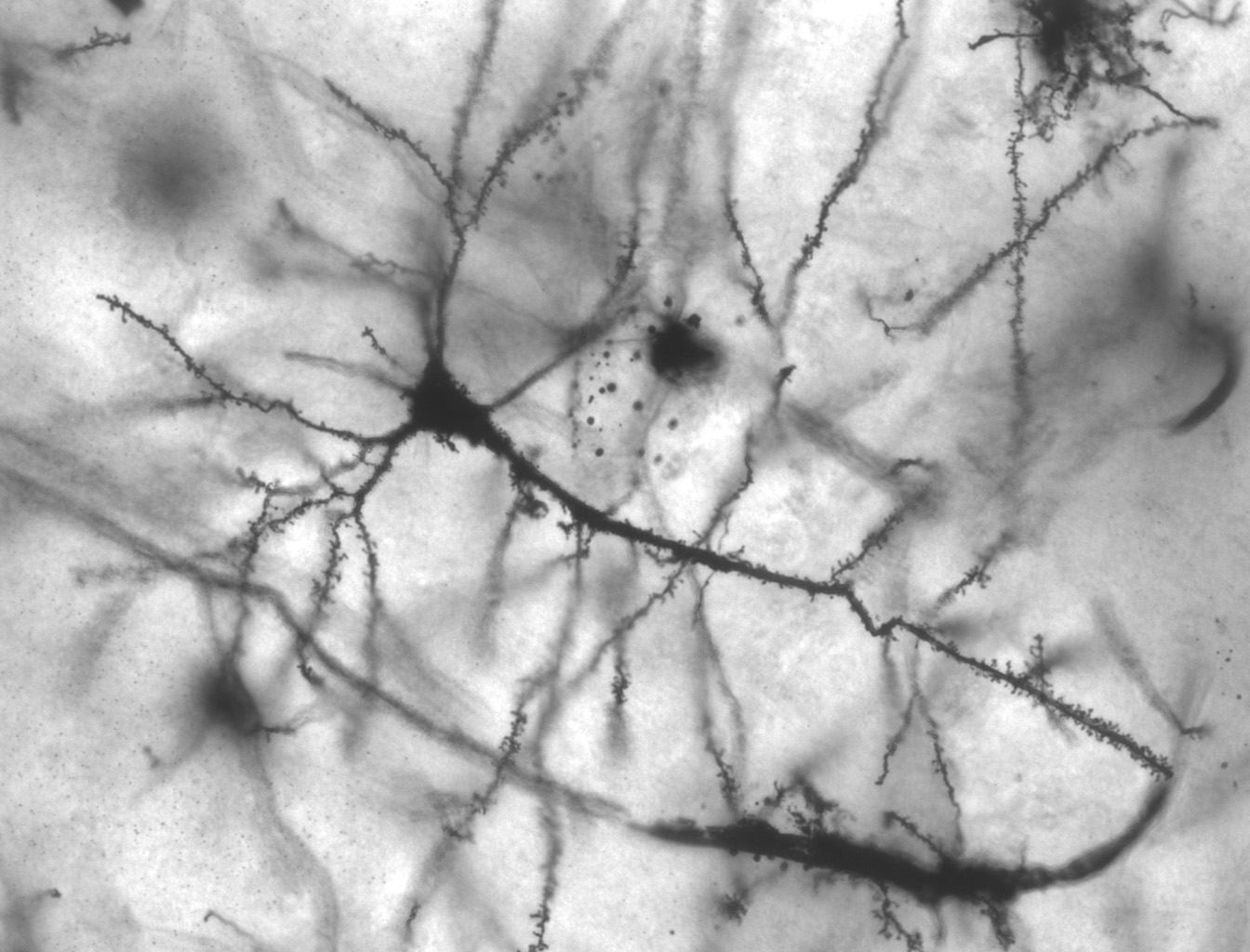

التشفير العصبي هو مجال علم الأعصاب الذي يختص بالعلاقة الافتراضية ما بين المنبه والاستجابات التي تكون فرديةً أو ضمن مجموعة، بالإضافة إلى العلاقة بين نشاط العصبونات الكهربائي في تلك المجموعة. بالاعتماد على النظرية التي تقترح أن تمثيل الإحساس والمعلومات الأخرى في الدماغ تنفذه شبكات من العصبونات، يُعتقد أن العصبونات بإمكانها تشفير المعلومات الرقمية منها والتشابهية.

## لمحة عامة
تتميز العصبونات عن باقي الخلايا بقدرتها على نقل الإشارات بسرعة لمسافات كبيرة. تقوم بذلك عن طريق توليد نبضات كهربائية مميزة تُسمى جهود الفعل: وهي زيادة حَسَكَات «Spikes» في الجهد الكهربائي تنتقل عبر المحاور العصبية. تغير العصبونات الحسية وظيفتها عبر إطلاق سلسلة من جهود الفعل في أنماط زمنية مختلفة، مع وجود منبهات حسية خارجية، مثل الضوء والصوت والتذوق والشم واللمس. تُشفر المعلومات الخاصة بالتنبيه في هذا النمط من جهود الفعل ومن ثم تُنقل إلى الدماغ وما حوله.
على الرغم من اختلاف جهود الفعل إلى حد ما في المدة والمطال والشكل، فإنها تُعامل كأحداث نمطية متطابقة في دراسات التشفير العصبي. إذا ما أُهملت مدة جهد الفعل القصيرة (1 ميللي ثانية تقريبًا)، يمكن عندها تمييز سلسلة من جهود الفعل، أو قطار الحسكات، عبر سلسلة من الأحداث المتعلقة بمبدأ الكل أو لا شيء في الوقت المناسب. غالبًا ما تتنوع أطوال الفترات بين الحسكات المتتالية في قطار الحسكات، وبشكل عشوائي على ما يبدو. تشمل دراسة التشفير العصبي قياس سمات المنبه المختلفة وتوصيفها، مثل شدة الصوت أو الضوء، أو الأفعال الحركية، مثل اتجاه حركة الذراع، التي تُمثل من خلال جهود الفعل أو الحسكات. من أجل توصيف عملية الإطلاق العصبي وتحليلها، تُطبق الأساليب الإحصائية وأساليب نظرية الاحتمال والعمليات النقطية على نطاق واسع.
مع تطور تقنيات فك التشفير وإعادة التشفير العصبي بشكل كبير، بدأ الباحثون بفك الشيفرة العصبية وقدموا بالفعل اللمحة الأولى للشيفرة العصبية الحقيقية، إذ تُشكل الذاكرة وتُسترجع في الحصين، وهو المنطقة المسؤولة عن تكوين الذاكرة في الدماغ. بدأ علماء الأعصاب العمل على مشاريع واسعة النطاق لفك تشفير الدماغ.

## التشفير وفك التشفير
يمكن أن يُدرس الرابط بين المنبه والاستجابة من وجهتي نظر متعاكستين. يشير التشفير العصبي إلى اتجاه التخطيط من المنبه إلى الاستجابة. يكمن التركيز الأساسي في فهم كيفية استجابة العصبونات للمنبهات الواسعة المتنوعة، وعلى بناء نماذج تحاول توقع استجابات المنبهات الأخرى. يشير فك التشفير العصبي إلى عكس التخطيط، من الاستجابة إلى المنبه، ويكمن التحدي في إعادة بناء المنبه، أو جوانب محددة منه، من سلسلة الحسكات التي يحرضها.

## مخططات تشفير مفترضة
من الممكن أن تحتوي سلسلة، أو «قطار»، الحسكات على معلومات تستند إلى مخططات تشفير مختلفة. في العصبونات الحركية، على سبيل المثال، تعتمد قوة تقلص العضلة حصريًا على «معدل الإطلاق»، أي متوسط عدد الحسكات لكل وحدة زمنية («شيفرة المعدل»). في المقابل، تعتمد «الشيفرة الزمنية» المعقدة على الزمن الدقيق للحسكات المفردة. وقد تكون مرتبطةً بوجود محفز خارجي كما في الجهازين البصري والسمعي، أو قد تتولد بشكل أساسي بواسطة الدوائر العصبية.
يعد السؤال -هل كانت العصبونات تستخدم الشيفرة الزمنية أو شيفرة المعدل- موضع نقاش حاد داخل مجتمع علم الأعصاب، على الرغم من غياب تعريف واضح لما يعنيه هذان المصطلحان.

### تشفير المعدل
يشير نموذج تشفير المعدل الخاص باتصالات الإطلاق العصبي إلى أن تردد جهود الفعل «إطلاق الحسكات» أو معدلها يزداد مع ازدياد شدة المنبه. إذ يُدعى تشفير المعدل أحيانًا تشفير التردد.
يُعتبر تشفير المعدل مخطط تشفير تقليدي، إذ يفترض أن معظم معلومات المنبه -إن لم تكن جميعها- محتواة في معدل الإطلاق الخاص بالعصبون. عادةً ما تُعامل الاستجابات العصبية إحصائيًا واحتماليًا نظرًا إلى أن اختلاف سلسة جهود الفعل المتولدة بواسطة منبه معين من تجربة إلى أخرى. ومن الممكن تمييزها عبر معدلات الإطلاق عوضًا عن سلاسل الحسكات المحددة. في معظم الأنظمة الحسية، يزداد معدل الإطلاق، بشكل غير خطي عمومًا، بازدياد شدة المنبه. تُهمل أي معلومات مشفرة محتملة في البنية الزمنية لقطار الحسكات. لذا يفتقر تشفير المعدل للكفاءة لكنه عالي الفعالية فيما يخص «الضجيج» آي إس آي.
خلال تشفير المعدل، يكون من الضروري حساب معدل الإطلاق بدقة. في الحقيقة، يندرج مصطلح «معدل الإطلاق» ضمن العديد من التعريفات، التي تشير إلى إجراءات متوسطات مختلفة، مثل متوسط مرور الزمن أو متوسط تكرارات للتجربة المتعددة.
في تشفير المعدل، يرتكز التعلم على التعديلات المحدثة على الوزن المشبكي الذي يعتمد على النشاط.
ظهر تشفير المعدل لأول مرة عن طريق تجربة لإد أدريان وي. زوترمان في عام 1926. في هذه التجربة البسيطة، عُلقت أوزان مختلفة من العضلات. مع ازدياد وزن المنبه، ازداد بدوره عدد حسكات الأعصاب الحسية التي تعصب العضلات. من خلال هذه التجارب الجديدة، استنتج أدريان وزوترمان أن جهود الفعل كانت أحداثًا وحدوية، بالإضافة إلى أن أساس معظم الاتصالات بين الخلايا عائد إلى تردد الأحداث، لا إلى قياس الحدث الفردي.
في العقود التالية، أصبح قياس معدلات الإطلاق أداةً قياسيةً من أجل وصف خصائص الأعصاب الحسية أو القشرية بأنواعها المختلفة، يعود ذلك جزئيًا إلى سهولة قياس المعدلات في التجارب. ومع ذلك، يتجاهل هذا النهج جميع المعلومات التي يمكن وجودها في زمن الحسكات ذاته. خلال السنوات الأخيرة، أظهرت الدلائل التجريبية أن مفهوم معدل الإطلاق المباشر الذي يعتمد على متوسط زمني قد يكون بسيطًا جدًا ليُستخدم في قياس نشاط الدماغ.

#### معدل عد الحسكات
يُحسب معدل عد الحسكات، الذي يُعرف أيضًا بالمتوسط الزمني، بواسطة عد الحسكات التي تظهر خلال التجربة ثم القسمة على مدة هذه التجربة. يُوضع طول النافذة الزمنية «تي» من قبل صاحب التجربة على أساس نوع العصبون المسجل من المنبه وإليه. من الناحية العملية، وللحصول على متوسطات معقولة، يجب أن تحدث حسكات عديدة خلال النافذة الزمنية. القيم النموذجية هي T = 100 ms أو T = 500 ms، وقد من تكون المدة الزمنية أطول أو أقصر.
يمكن تحديد معدل عد الحسكات عبر تجربة واحدة، لكن على حساب فقدان جميع التقارير الزمنية حول اختلافات الاستجابة العصبية خلال التجربة. يستطيع المتوسط الزمني العمل بكفاءة في حالات التنبيه الثابت أو المتغير ببطء الذي لا يتطلب رد فعل سريع من الكائن الحي، وهذا هو الوضع الذي يُواجه عادةً في بروتوكولات التجارب. ومع ذلك، إن مدخلات الواقع غير ثابتة، إذ غالبًا ما تتغير بمسار زمني سريع. على سبيل المثال، حتى عندما تُعرض صورة ثابتة، تستمر حركة العين الرمشية «السكادية»، ما يسبب تغيرات سريعة في اتجاه النظر. إذ تتغير الصورة المسقطة على المستقبلات الضوئية في الشبكية كل بضع مئات من الثواني.
على الرغم من عيوبه، يُستخدم مفهوم شيفرة معدل عد الحسكات على نطاق واسع في التجارب، فضلًا عن استخدامه في نماذج الشبكات العصبية. وقد نتج عنه استنتاج بأن العصبونات تحول معلومات متغير الإدخال الواحد (قوة التنبيه) إلى متغير إخراج واحد (معدل الإطلاق).
توجد مجموعة متزايدة من الأدلة التي تنص على أن خلايا بركنجي العصبية، على الأقل، لا تشفر المعلومات في الإطلاق فقط، بل أيضًا في زمن عدم الإطلاق، أي فترات الهدوء.